# Lluís II del Palatinat
Lluís de Wittelsbach, Lluís el Sever o Lluís II de Baviera —Ludwig II der Strenge, Herzog von Bayern, Pfalzgraf bei Rhein (alemany)— (Heidelberg, 13 d'abril de 1229 - Heidelberg, 2 de febrer de 1294) fou duc de Baviera i comte palatí del Rin del 1253 i fins a la seva mort (si bé Baviera es va dividir el 1255).

## Família

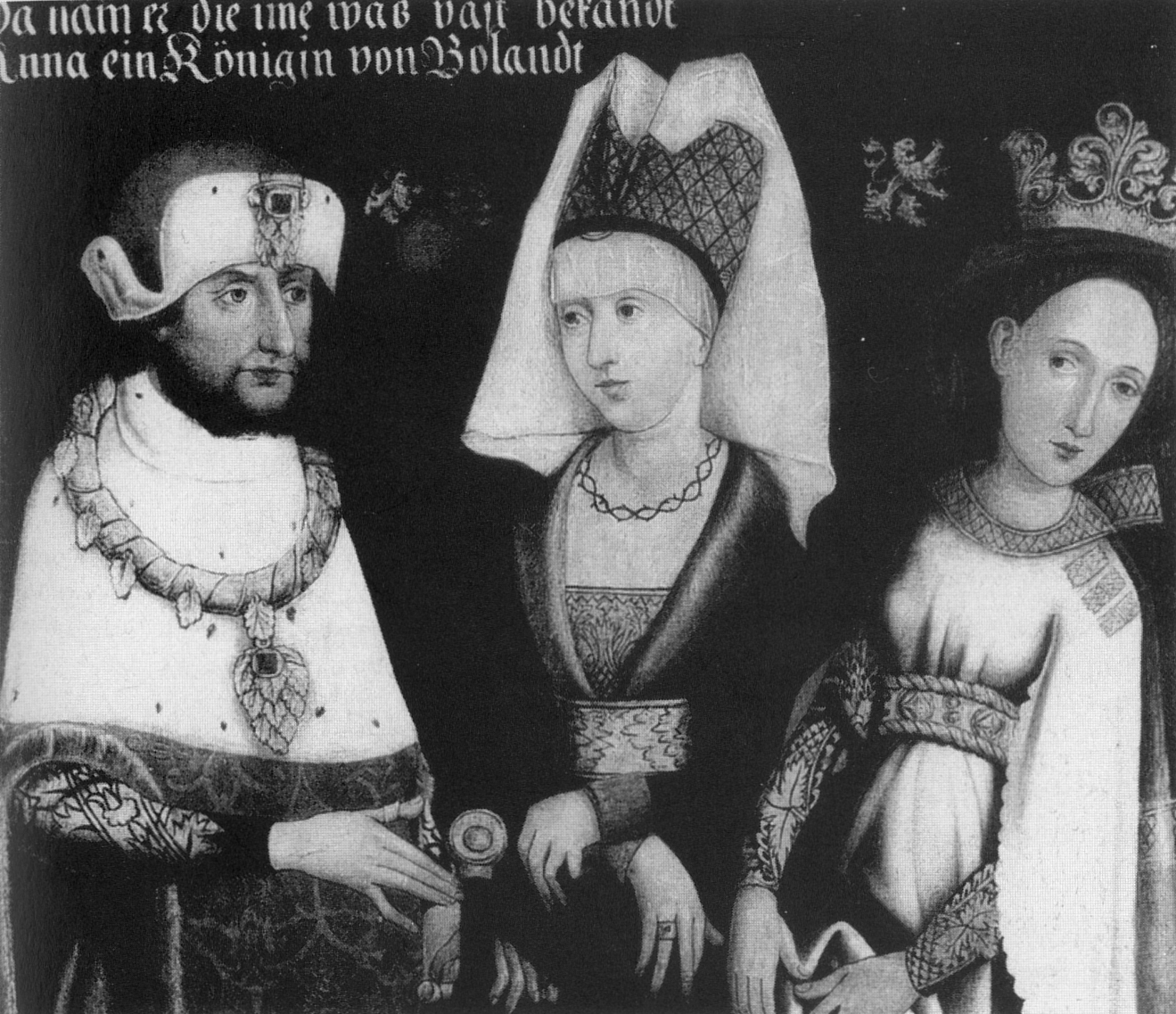
Lluís II amb les seves dues primeres esposes Maria de Brabant (al centre) i Anna de Glogau (dreta), segle XVI

Lluís era fill del duc Otó II i d'Agnès del Palatinat que era una filla del güelf Enric V, comte del palatinat del Rin, sent els seus avis Enric el Lleó i Conrad Hohenstaufen (Conrad, comte palatí del Rin).
Lluís II es va casar tres vegades: la seva primera esposa fou Maria de Brabant (1226-56), una filla del duc Enric II de Brabant i de Maria de Hohenstaufen. Maria fou executada a Donauwörth per una errònia sospita d'adulteri el 1256; en aquells dies el càstig per una dona adúltera era ser decapitada. la seva culpa mai va poder ser validada. Com expiació Lluís va fundar el monestir cistercenc de Fürstenfeld (Fürstenfeldbruck), prop de Múnic.
Diferents fonts donen relats diversos sobre aquest fet i el terrible error que havia succeït: El 1256 Lluís havia estat fora de casa per un temps prolongat, a causa de les seves responsabilitats com sobirà a la zona del Rin. La seva esposa va escriure dues cartes, una per al seu espòs, i una altra al comte de Kyburg a Hunsrück, un vassall de Lluís. Els detalls sobre el contingut real de la segona carta varien, però d'acord amb els cronistes el missatger que va portar la carta a Lluís li hauria donat l'equivocada, i Lluís va arribar a la conclusió que la seva dona tenia una aventura amorosa secreta.
Amb el temps, una gran quantitat de contes del folklore es va originar al voltant d'aquest fet sagnant, la majoria d'ells escrits molt després de la seva mort: els trobadors van embellir la història d'un frenesí assassí, en què Lluís no només suposadament va matar la seva dona després d'haver cavalcat per tornar a casa per cinc dies i nits, sinó també va apunyalar el missatger que li va portar la carta equivocada, i en entrar al seu castell va apunyalar al seu propi castellà i a una dama de la cort i va llançar la criada de la seva dona des dels merlets, abans que massacrar la seva dona, ja sigui apunyalant-la o tallant-li el cap.
Diverses cròniques més sòbries constaten l'execució de Maria el 18 gener 1256 a Donauwörth al castell de Mangoldstein per decret ducal per presumpte adulteri, però res més que això.
El 1260 Lluís es va casar amb la seva segona esposa Anna de Glogau. Van tenir els fills següents:
- Maria (nascuda el 1261), monja a l'abadia de Marienberg a Boppard.
- Lluís (13 de setembre de 1267 a 23 de novembre de 1290, mort en un torneig a Nuremberg.

Es va casar amb la seva tercera esposa Matilde d'Habsburg, filla del rei Rodolf I d'Alemanya, el 24 d'octubre de 1273. Els seus fills van ser:
- Agnès o Inés de Baviera, marcgravina de Brandenburg-Stendal (vers 1267/1277-1345), casada amb:
  - 1290 a Donauwörth amb el landgravi Enric el Jove de Hessen;
  - 1298/1303 el marcgravi Enric I de Brandenburg-Stendal conegut com a Enric I "Sense Terra", marcgravi de Brandenburg
- Rodolf I (Basilea 4 d'octubre de 1274 - 12 d'agost de 1319), duc d'Alta Baviera (1294-1317)
- Matilde (1275- Lüneburg 28 de març de 1319), es va casar el 1288 amb el duc Otó II de Brunswick-Lüneburg
- Lluís IV, emperador del Sacre Imperi i també LLuís IV de Wittelsbach o IV de Baviera (Múnic 1 d'abril de 1282 - Puch [avui un barri de Fürstenfeldbruck 11 d'octubre de 1347).

## Biografia
El jove Lluís va donar suport el 1246 al seu cunyat el monarca Conrad IV d'Alemanya contra la usurpació d'Enric I Raspe de Turíngia. El 1251 Lluís estava en guerra altre cop en contra del bisbe de Ratisbona.
Lluís va succeir al seu pare el duc de Baviera Otó II de Wittelsbach el 1253. Quan el domini dels Wittelsbach es va dividir el 1255 entre els fills d'Otó, Lluís va rebre el comtat palatí del Rin i l'Alta Baviera, mentre que el seu germà el duc Enric XIII de Baviera o Enric I de Wittelsbach va rebre la Baixa Baviera. Aquesta partició estava en contra de la llei i, per tant, va causar la ira dels bisbes de Baviera, que es van aliar amb el rei de Bohèmia Ottokar II el 1257. L'agost de 1257 Ottokar va envair Baviera, però Lluís i Enric van aconseguir repel·lir l'atac. Va ser una de les rares accions concertades dels dos germans, que sovint discutien.
Lluís residia a Múnic i al castell de Heidelberg. Com un dels prínceps electors de l'imperi es va veure involucrat intensament en les eleccions reials durant quaranta anys. Durant l'interregne alemany després que el rei Guillem II d'Holanda va morir el 1256, va donar suport a Ricard de Cornualla. Juntament amb el seu germà, Lluís també va ajudar al seu jove nebot Hohenstaufen, Conradí, en el seu ducat de Suàbia, però no va ser possible la seva elecció com a rei alemany. Com a resultat del seu suport als Hohenstaufen, Lluís va rebre l'interdicte del papa el 1266. El 1267, quan el seu nebot va creuar els Alps, amb un exèrcit, Lluís el va acompanyar però només fins a Verona. Després de l'execució del jove príncep a Nàpols el 1268, Lluís va heretar algunes de les possessions de Conradí a Suàbia i va recolzar l'elecció de l'Habsburg Rodolf I en contra d'Ottokar II el 1273. El 26 d'agost de 1278 l'exèrcit de Rodolf i Lluís es van enfrontar a les forces d'Ottokar, a la vora del riu March en la batalla de Dürnkrut i Jedenspeigen, on Ottokar va ser derrotat i mort. El 1289 la dignitat electoral de Baviera, va passar a Bohèmia, però Lluís seguia sent elector com a comte palatí del Rin. Després de la mort de Rodolf el 1291 Lluís no va poder fer valer l'elecció del seu cunyat Habsburg Albert I contra Adolf de Nassau-Weilburg.
A la mort de Luís el seu fill gran Rodolf el va succeir, i Adolf de Nassau es va convertir en el seu sogre uns mesos més tard. Lluís va ser enterrat a la cripta de l'abadia de Fürstenfeld. Lluís II va ser succeït pel seu fill Rodolf I.